# توسک آلبانیایی
 توسک آلبانیایی (آلبانیایی: toskë یا toskërisht) گروه جنوبی گونه های زبان آلبانیایی است که گویشوران آن معروف به توسک می‌باشند. خط تقسیم جغرافیایی بین توسک و گگ (گونه شمالی) رودخانه اشکومبین است. توسک اساس زبان استاندارد آلبانیایی است. 